# Bitwa pod Deorham
Bitwa pod Deorham – starcie zbrojne, które miało miejsce w roku 577 pomiędzy Brytami a Anglosasami. Bitwa zakończyła się zwycięstwem Anglosasów.
W II połowie VI wieku Brytania podzielona była pomiędzy Brytów i Anglosasów. Pierwsza grupa zajmowała ziemie położone na zachodzie, północy oraz w centrum kraju sięgające zachodnich granic późniejszej Mercji. W rękach Anglosasów znajdowały się natomiast królestwa Wessex, Sussex, Kent, Essex, wschodnia Anglia oraz Nortumbria. Dokładna chronologia walk pomiędzy obiema nacjami do czasów bitwy pod Deorham pozostaje nieznana (nie ma też między innymi pewności czy stoczona w roku 537 bitwa pod Camlann rzeczywiście miała miejsce). 
Miejsce stoczenia bitwy pod Deorham pozostaje również kwestią sporną. Za najbardziej prawdopodobną lokalizację przyjmuje się dzisiejsze Dyrham położone na północ od miasta Bath w Wiltshire. 
Wiodącą postacią Anglosasów był król Ceawlin z Wesseksu, dokonujący prób rozszerzenia swojej władzy w kierunku północnym. 
Głównym źródłem, w którym znajduje się wzmianka o bitwie jest Kronika anglosaska, w której dowiadujemy się o śmierci w trakcie bitwy trzech brytyjskich władców: Coinmaila (Cynvael), Condidana (Cynddylan) oraz Farinmaila (Efernvael). Po tym zwycięstwie Cewlin zajął tereny Gloucester, Cirencester oraz Bathcester. W wyniku bitwy Brytowie zamieszkujący Kornwalię zostali odcięci od Walii, natomiast ekspansja Wesseksu rozciągnęła się w kierunku doliny rzeki Severn.  